# Ray Ewry
 (juillet 2019).
Si vous disposez d'ouvrages ou d'articles de référence ou si vous connaissez des sites web de qualité traitant du thème abordé ici, merci de compléter l'article en donnant les références utiles à sa vérifiabilité et en les liant à la section « Notes et références ».

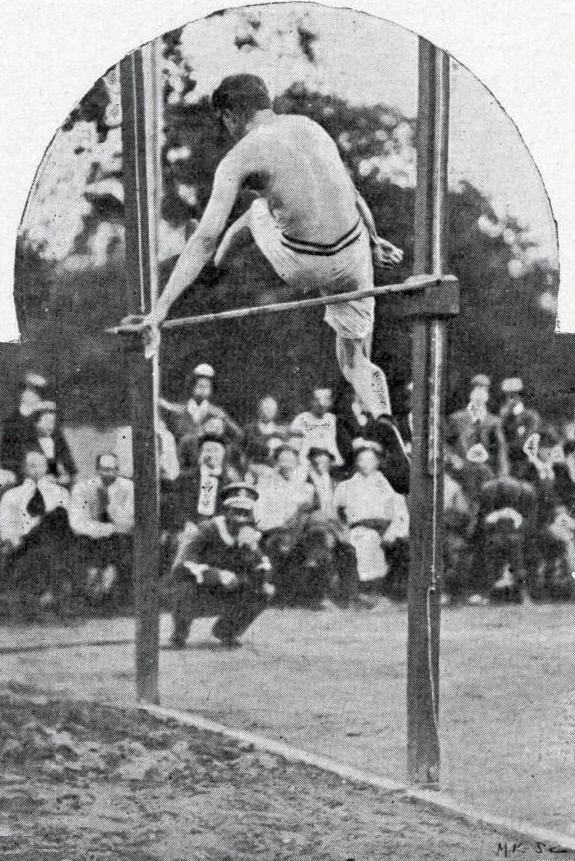
Ray Ewry vainqueur du saut en hauteur sans élan aux JO de 1900 (1,65 m - WR).

Raymond Clarence "Ray" Ewry  (14 octobre 1873 – 29 septembre 1937) est un athlète américain qui a remporté huit médailles d'or aux Jeux olympiques d'été et deux autres aux Jeux olympiques intercalaires de 1906, ce qui fait de lui l'un des athlètes les plus titrés de tous les temps.

## Biographie
Ewry est né à Lafayette (Indiana) et contracte la poliomyélite durant son enfance. Pendant une courte période, il est dans une chaise roulante et on craint qu'il ne reste paralysé à vie. Néanmoins, Ewry surmonte sa maladie. Après avoir obtenu le titre d'ingénieur, il devient membre du New York Athletic Club. Les séquelles de sa maladie l'empêchant de courir, il se spécialise dans les sauts sans élan : le saut en hauteur, le saut en longueur et le triple saut. Ces épreuves sont identiques aux épreuves actuelles à la différence qu'elles se pratiquent sans course d'élan.
Ewry a démontré qu'il était le meilleur sauteur sans élan du monde. Aux Jeux olympiques de Paris en 1900, il remporte les trois médailles d'or des concours de saut sans élan. Ces trois finales se déroulent en plus le même jour (16 juillet).
Aux Jeux olympiques de 1904 à Saint-Louis, Ewry défend ses trois titres avec succès. Le triple saut sans élan est supprimé des disciplines olympiques après ces jeux, mais Ewry continue de dominer les deux compétitions restantes aux Jeux olympiques intercalaires de 1906 et aux Jeux olympiques de 1908, lui permettant d'obtenir dix médailles d'or (incluant les deux des jeux intercalés), le plus grand nombre jamais atteint. Toutefois, les jeux intercalaires de 1906 ne sont plus reconnus par le CIO même s’ils ont été organisés par lui-même. De nombreux historiens les considèrent néanmoins comme de vrais Jeux olympiques. Même en ne comptant pas les deux médailles obtenues lors de ces jeux, Ewry reste parmi les dix meilleurs athlètes olympiques. Les dernières compétitions de saut sans élan aux Jeux olympiques ont lieu en 1912.
La supériorité d'Ewry est encore confirmée par le fait que son record du monde du saut en longueur sans élan (3,47 m) n'avait pas été battu lorsque ce concours est supprimé des compétitions internationales dans les années 1930.
Il est élu au Temple de la renommée de l'athlétisme des États-Unis en 1974.
Ses aptitudes aux sauts sans élan l'ont fait surnommer le grenouille humaine et l'homme caoutchouc.

## Palmarès

### Jeux olympiques d'été
- Jeux olympiques d'été de 1900 à Paris ( France)
  -  Médaille d'or au saut en hauteur sans élan
  -  Médaille d'or au saut en longueur sans élan

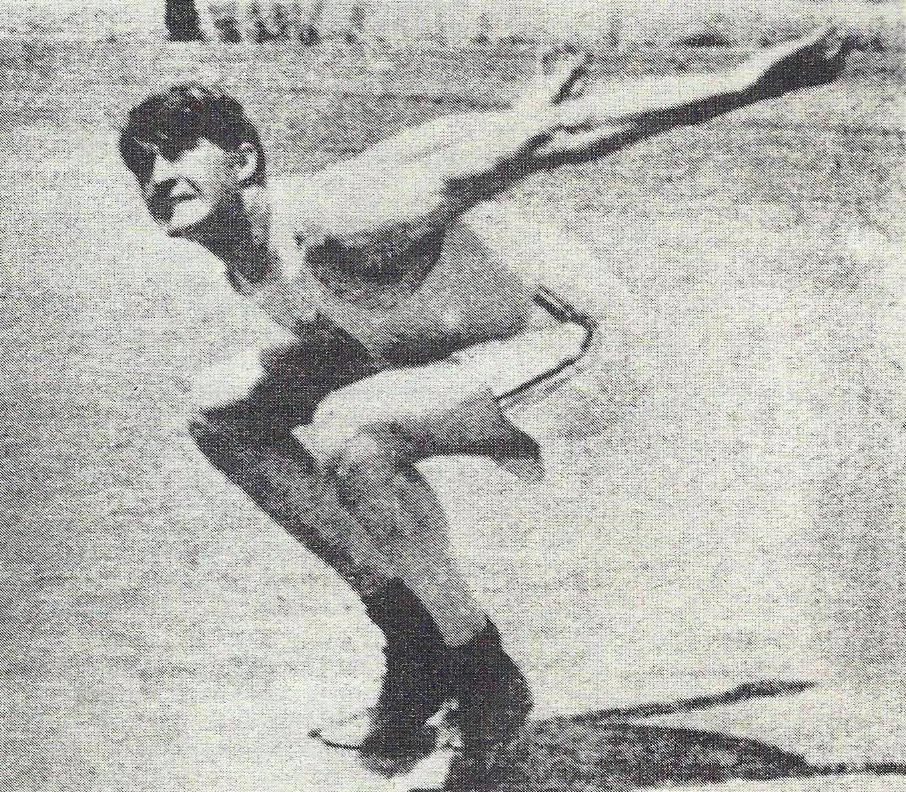
Jeux olympiques de 1900 à Paris, Ray Ewry au saut en longueur sans élan.

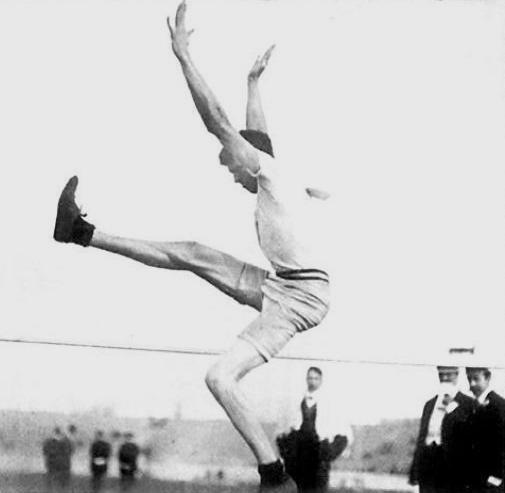
Ray Ewry, vainqueur du saut en hauteur sans élan aux Jeux olympiques de 1908 à Londres.

  -  Médaille d'or au triple saut sans élan
- Jeux olympiques d'été de 1904 à Saint-Louis ( États-Unis)
  -  Médaille d'or au saut en hauteur sans élan
  -  Médaille d'or au saut en longueur sans élan
  -  Médaille d'or au triple saut sans élan
- Jeux olympiques intercalaires de 1906 à Athènes ( Grèce) (édition non reconnue par le CIO)
  -  Médaille d'or au saut en hauteur sans élan
  -  Médaille d'or au saut en longueur sans élan
- Jeux olympiques d'été de 1908 à Londres ( Royaume-Uni)
  -  Médaille d'or au saut en hauteur sans élan
  -  Médaille d'or au saut en longueur sans élan